# Støbning (folkemedicin)
 For alternative betydninger, se Støbning. (Se også artikler, som begynder med Støbning)
Støbning var i folkemedicinen en almindelig metode til at diagnostisere sygdomme på mennesker og dyr. Støbning er kendt fra Skandinavien og Tyskland.
Metoden bestod i at man kom flydende bly i en bøtte vand, der blev holdt over den syges hoved. Af figurerne der dannedes i vandet, kunne man så sige noget om sygdomsårsagen. Man skulle helst anvende bly med særlig magisk kraft, f.eks. bly fra et kirkevindue eller bly fra korset mellem fire ruder ("korsbly"). Smeltet arvesølv er også blevet brugt. Smelten kunne dertil hældes gennem det kors, en åbnet saks dannede. Selve støbningen blev som oftest ledsaget af magiske formularer.
| Folkekultur | Spire Denne artikel om folkelig kultur og folkeminder er en spire som bør udbygges. Du er velkommen til at hjælpe Wikipedia ved at udvide den. |